# Hebei (klub szachowy)
Hebei (chiń. 河北国际象棋队) – chiński klub szachowy.

## Historia
Klub powstał w 1983 roku. W 2005 roku pod szyldem Hebei Tianwei School podjął rywalizację w Chinese Chess League. Zespół zdobył wówczas wicemistrzostwo kraju, ulegając jedynie Beijing Patriots. W sezonie 2008 klub występował pod nazwą Hebei Steel Circle, kończąc rozgrywki ligowe na trzecim miejscu. W kolejnych sezonach zespół grał jako Hebei Taiwan Wines, Hebei, Hebei Air Force Institute i Hebei Sports Lottery. W 2015 roku zespół spadł z ligi. Od sezonu 2017 drużyna Hebei ponownie uczestniczyła w Chinese Chess League. W 2018 roku zespół ponownie spadł z ligi.

## Zawodnicy
Zawodnikami klubu byli m.in.:

- Csaba Balogh[11]
- Anastasija Bodnaruk[11]
- Sarasadat Chademalszari’e[11]
- Elina Danielian[11]
- Nana Dzagnidze[12]
- Tícia Gara[11]
- Ernesto Inarkijew[13]
- Wasyl Iwanczuk[14]
- Irene Kharisma Sukandar[15]
- Humpy Koneru[16]
- Parham Maghsudlu[11]
- Şəhriyar Məmmədyarov[17]
- Marija Muzyczuk[13]
- Lilit Mykyrtczian[14]
- Peng Xiaomin[18]
- Peng Xiongjian[13]
- Peng Zhaoqin[19]
- Qin Kanying[16]
- Võ Thị Kim Phụng[13]
- Wan Yunguo[16]
- Wang Hao[20]
- Wang Rui[21]
- Nikita Witiugow[14]
- Yang Kaiqi[14]
- Zhai Mo[20]
- Zhang Pengxiang[18]
- Zhang Xiaowen[21]
- Zhang Zhong[18]
- Zhao Zong-Yuan[15]